# EVE★少女のたまご★
『EVE★少女のたまご★』（イブ・しょうじょのたまご）は、やぶうち優による日本の漫画作品。

## 概要
「小学五年生」（小学館）にて、2000年4月号～2001年3月号にかけて連載。基本的に1話完結の全12話。
2011年の世界を舞台に、少女型介護ロボットと仲間たちの成長と恋を描いた作品。後年発売された「やぶうち優ファンBOOK やぶうち優の♀♂（おんなのこおとこのこ）なお話」では、やぶうち優が執筆した性教育マンガの一つとして扱われている。時代設定は2011年だが、舞台となる小学校では旧型スクール水着やブルマーが使われている。
作中の時代設定に当たる2011年度の「小学四年生」（同社）に連載された『ないしょのつぼみ』8期の第10〜12話にて、作中の主要登場人物が登場している。
単行本は同社のてんとう虫コミックススペシャルより全1巻が発売されている。単行本の詳細は書誌情報を参照のこと。

## あらすじ
2011年3月20日、一人の少女型介護ロボットがこの世に生を受けた。
ロボットの名前は内藤イブ。会話や家事は一通りこなせるが、人と付き合い、愛されるロボットになる為にはまだ何かが足りない。イブは足りない何かを補うために学校に通う事になった。
学校に通い始めた当初、イブはクラスメイトから冷たい目で見られていたが、少しずつクラスメイトと打ち解け、仲良くなっていった。そして人と付き合っていくうちに、イブの心の中に「人間になりたい」という強い気持ちが芽生えていくが…。

## 登場人物
内藤イブ（ないとう - ）
正式型番・NL-EVE01。人間に愛されるロボットになるべく、様々な事を勉強するために、内藤聖夜（後述）たちと同じクラス、5年1組に編入する。基本的な会話能力はあらかじめインプットされているが、一般常識などの様々な知識は敢えて与えられていない。学習能力を備えており、聖夜やクラスメイトたちと経験を重ねるうちに徐々に成長して行く。現時点での知識で理解できない情報が与えられるなど、処理能力を越える事態に陥るとフリーズする。当初作中の台詞は漢字とカタカナで表されていたが、徐々にひらがなが織り交ぜられるようになり、物語終了の頃には他の登場人物たちと同様の話し方が出来るようになった。性格は天真爛漫で、喜怒哀楽の感情も備えている。「キレる」等のロボットらしからぬ反応を見せる事もあり、ロボット工学三原則にはあまり則っていない。思考回路を他のボディに移し替える事も可能で、本編では3種類のボディが登場している。物語中で主に使われているボディの仕様は以下の通り。
- 10歳程度の少女の外見。聖夜の母親の子供の頃の姿に似ている。
- 人間との外見上の差異は「耳の部分がヘッドフォン状のパーツで覆われていて耳介が無い」「髪の毛が人工毛髪でごわごわしている」といった程度。
- 動力源は内蔵のバッテリー。連続稼働時間は最大でも16時間程度だが、出力の大きさに比例して短くなる。記憶保持用の補助バッテリーも有するが、メインバッテリー枯渇後1時間程度しか機能しない。
- バッテリー枯渇からの回復方法は、外部からの給電以外に無い。人間と同様に食事を摂る事は可能だが、摂取した食料を動力源として用いる描写は作中にない。
- 悲しみを感じることは可能だが、涙を流す機能は無い。
- 力はかなり強く、クラス全員を相手に綱引きをしても負けず、疲労を感じる事も無い。
- フリーズ時の再起動スイッチやバッテリー枯渇の警告ランプ等は手の指にある。
- 誕生（初起動）日は2011年3月20日。

内藤聖夜（ないとう せいや）
イブの製作者・内藤深夜（後述）の息子。イブとは家族で、立場的には兄のような位置づけである。少々口は悪いが心優しい性格で、クラスメイトの女子に人気が高い。母が亡くなった事を人知れず悲しんでいる。誕生日は2000年12月24日。
早坂朝乃（はやさか あさの）
聖夜の幼なじみで同級生。内藤一家とは、幼少時から家族ぐるみの付き合い。髪型はショートカット。「モーニャン」という名前の猫を飼っている。「イブが聖夜を奪って行く」という思いから、当初はイブを心無い目で見ていたものの、少しずつ打ち解け、良き恋のライバルとして思うようになっていく。誕生日は2000年10月31日。
南野まひる（みなみの - ）
聖夜の同級生。クラスの女子の中ではひときわ大人っぽい身体つきをしている。おとなしく控えめな性格で顔を赤らめる事が頻繁にある。以前は劇団に入っていた。誕生日は2000年5月1日。
日高正午（ひだか しょうご）
聖夜たちのクラス一の秀才。イブがクラスに来るまでは成績トップで、「ロボットなんだから勉強は出来て当たり前」と思い込み、イブに突っかかる。しかし、イブの一生懸命頑張る姿を見て、次第にイブに魅入られてしまう。誕生日は2000年6月6日。
暁文明（あかつき ふみあき）
隣のクラス、5年2組のリーダー格で、女子にもてる。イブが運動会に参加する事に難癖を付ける。誕生日は2000年8月29日。
内藤深夜（ないとう しんや）
聖夜の父親で科学者。亡き妻の複製ロボットを創る研究に没頭し、その過程でイブを製作した（妻の複製ロボットの開発は既に打ち切っている）。性格は明るく前向きで、イブと聖夜の成長を温かい目で見守っている。誕生日は1970年7月13日。
内藤真夕子（ないとう まゆこ）
聖夜の母。旧姓・木暮（こぐれ）。故人。泣いている早坂朝乃に我が子の様に接するなど、優しい女性だった。誕生日は1977年3月20日。
佐藤みるく（さとう -）
5年1組のクラス担任。やぶうちの作品「ぴゅあ♥ぴゅあ」の主人公が成長し教師になったという設定だが、作中では一度しか名前が出てこない。

## 単行本収録時の副題
単行本収録時の副題表記は、★で囲んでいる部分を除いて、話数が増す毎に、漢字とカタカナ→漢字とひらがなとカタカナ→漢字とひらがなという様に変化し、作中におけるイブの成長と同調している。
1. 人間ニナリタイ! ★イブ、誕生★
2. 大キクナリタイ! ★心と体★
3. オ母サンニナリタイ! ★母の日★
4. 学ビタイ! ★つらさと楽しさ★
5. 一緒に行キタイ! ★キャンプ学習★
6. 思イ出にナリタイ! ★夏休みの日記帳★
7. 同ジにナリタイ! ★人間とロボット★
8. ヒロインにナリたい! ★初めての気持ち★
9. 結婚したい! ★誓いの印★
10. 負けたくない! ★思いの形★
11. 伝えたい! ★バレンタインデー★
12. ずっと… ★命あるもの★

## 書誌情報
- やぶうち優 『EVE★少女のたまご★』 小学館（てんとう虫コミックススペシャル） 2001年6月25日初版発行 ISBN 4-09-149389-0